# Sparganothina
Sparganothina es un género de polillas tortrícidas categorizado en la tribu Sparganothini, de la subfamilia Tortricinae. Fue descrito por Powell en 1986.

## Especies
- Sparganothina alta Landry, in Landry y Powell, 2001
- Sparganothina amoebaea Walsingham, 1913
- Sparganothina anopla Landry, in Landry y Powell, 2001
- Sparganothina aurozodion Razowski y Wojtusiak, 2010
- Sparganothina beckeri Landry, in Landry y Powell, 2001
- Sparganothina cristata Landry, in Landry y Powell, 2001
- Sparganothina cultrata Landry, in Landry y Powell, 2001
- Sparganothina flava Razowski y Wojtusiak, 2006
- Sparganothina hermosa Razowski y Wojtusiak, 2010
- Sparganothina irregularis Landry, in Landry y Powell, 2001
- Sparganothina lutea Landry, in Landry y Powell, 2001
- Sparganothina nana Landry, in Landry y Powell, 2001
- Sparganothina neoamoebaea Landry, in Landry y Powell, 2001
- Sparganothina pollicis Landry, in Landry y Powell, 2001
- Sparganothina refugiana Razowski y Wojtusiak, 2010
- Sparganothina setosa Landry, in Landry y Powell, 2001
- Sparganothina spinulosa Landry, in Landry y Powell, 2001
- Sparganothina tena Landry, in Landry y Powell, 2001
- Sparganothina ternaria Landry, in Landry y Powell, 2001
- Sparganothina trispinosa Landry, in Landry y Powell, 2001
- Sparganothina veracruzana Landry, in Landry y Powell, 2001
- Sparganothina volcanica Landry, in Landry y Powell, 2001
- Sparganothina xanthista Walsingham, 1913
- Sparganothina xanthozodion Razowski y Wojtusiak, 2010